# Termosifone

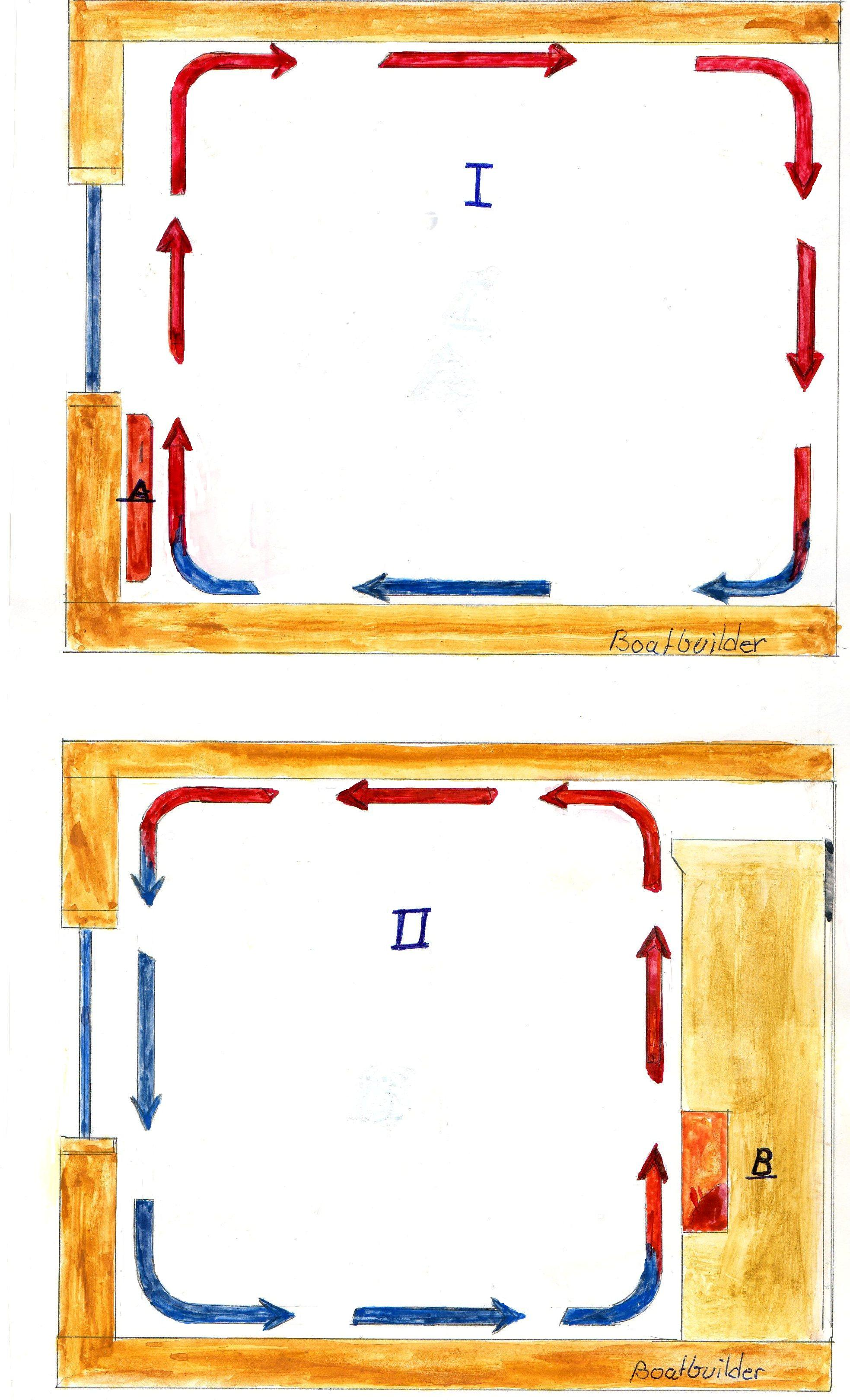
Effetto termosifone

Termosifone è il fenomeno fisico per cui in un circuito idraulico si instaura una circolazione convettiva a causa della sola differenza di densità tra volumi di fluido a temperature diverse.

## Descrizione
È un circuito chiuso ad anello disposto su un piano verticale. Se si scalda una parte laterale del tubo, l'acqua al suo interno diminuisce di densità e tende a salire nella parte superiore dell'anello, spingendo verso il basso l'acqua più fredda già presente.
L'acqua giunta nella parte superiore della metà opposta dell'anello (lato freddo), inizia a cedere calore verso l'esterno, aumentando di densità e scendendo verso la parte inferiore del circuito. Da qui viene richiamata a sostituire l'acqua che a causa del riscaldamento si sposta nella parte superiore, completando il ciclo.
Quando si spegne l'acqua torna alla caldaia dalla colonna di ritorno.

## Uso
In passato questo principio era largamente sfruttato negli impianti di riscaldamento. L'acqua scaldata dalla caldaia sale verso i caloriferi situati nelle unità abitative. Qui cede calore, aumenta di densità e può quindi scendere nuovamente verso la caldaia. Attualmente il principio, anche detto circolazione naturale, è ancora usato in impianti a pannelli solari.
Negli impianti moderni si preferisce provocare la circolazione dell'acqua per mezzo di pompe, secondo una soluzione definita circolazione forzata. La circolazione forzata offre diversi vantaggi, tra cui un flusso d'acqua più veloce, oltre alla possibilità di alimentare radiatori posti anche alla stessa quota della caldaia o addirittura inferiore, come capita nei piccoli impianti autonomi.